# Osmund Menghin
Osmund Menghin (Viena, 22 de junio de 1920 - Innsbruck, 19 de julio de 1989) fue un historiador austríaco experto en el período prehistórico.

## Biografía
Osmund Menghin, hijo del experto en prehistoria y arqueología Oswald Menghin, quien en el año 1947 se radicó en Argentina luego de haber estado dos años en campos de prisioneros en Alemania mientras se decidía su situación procesal debido a su rol durante el Anschluss y su actuación como Ministro de Educación en el gabinete formado por Arthur Seyß-Inquart (1938).
En 1938 comenzó en Viena los estudios universitarios de veterinaria, carrera con continuó luego en Leipzig. Sin embargo, sus estudios se vieron interrumpidos por la Segunda Guerra Mundial, ya que entre 1941 y 1945 sirvió en la Wehrmacht. Luego de finalizada la contienda continuó sus estudios pero orientados a la prehistoria e historia antigua, geología y zoología. Desde 1946 se desempeñó como asistente de investigación empleado en el Instituto de Prehistoria e Historia Temprana de Innsbruck. 
Se doctoró en la Universidad de Innsbruck en 1947 con una tesis de investigación filosófica titulada "Estudios sobre la ciencia de la evolución y de la formación de los conceptos en la prehistoria de la cultura" (en alemán: Studien zur Entwicklungslehre und Begriffsbildung in der Urgeschichte der Kultur). En 1957 obtuvo el título de docente universitario con la publicación de la obra "Investigación sobre la prehistoria del Tirol" (en alemán: Untersuchungen zur Urgeschichte Tirols). En 1968 fue nombrado Profesor Extraordinario y en 1972 director del Departamento de Prehistoria del Arco Alpino de la Universidad de Innsbruck. Menghin se dedicó principalmente al estudio de la prehistoria de la zona alpina, en particular del Tirol.
Obtuvo numerosos honores por sus estudios. Desde 1948 fue miembro de pleno derecho de la Sociedad Antropológica (en alemán: Anthropologische Gesellschaft) en Viena y desde 1975 miembro correspondiente del Grupo Austriaco para el Estudio de la Prehistoria (en alemán: Österreichische Arbeitsgemeinschaft für Ur- und Frühgeschichte) en Viena.
En 1960 avanzó la hipótesis de que los Raeti (designación "étnica" colectiva utilizada por los antiguos romanos para referirse a diversas tribus alpinas) no eran una población unitaria, una etnia, sino un conjunto de poblaciones unidas por una misma religión: el culto a la diosa Reitia. Incluso los romanos llamaron a todas las poblaciones alpinas con el nombre de Reti.
Osmund Menghin murió en Innsbruck el 19 de julio de 1989.